# Велика Іловиця
Вели́ка І́ловиця — село в Україні, у Шумській міській громаді Кременецького району Тернопільської області. Розташоване на річці Ілавка, на півночі району.
Населення — 314 осіб (2016).

## Природа
На території знаходиться геологічна пам'ятка природи місцевого значення Гора «Червоний камінь». Між селами Майдан (Рівненська область) та Велика Іловиця розташована велика заплавна долина. Розташована серед гір, має площу 7 кілометрів з багатими покладами торфу. На теренах села поєдналися рівнинна місцевість Майдано-Іловицького плато та останцеві пагорби Кременецьких гір. Таке сусідство створює надзвичайно мальовничі краєвиди.

## Історія
На околицях Великої Іловиці виявлено 4 пізньопалеолітичні стоянки, залишки поселення трипільської культури.
Перша писемна згадка про село датується 1544 роком, як власність М. Четвертинського. Після нього село перейшло до князів Збаразьких, згодом — Вишневецьких, Радзивилів, Ходкевичів. 1648 року належало Коморовським.
У січні 1918 року в селі проголошено Радянську владу. У червні-липні 1919 року, липні-вересні 1920 року тривало радянське будівництво. 
1 жовтня 1933 року утворено ґміну Угорськ Кременецького повіту і село включено до неї.
На фронтах Великої Вітчизняної війни проти фашистів билися 24 місцеві жителі, 13 з них загинуло, 7 чоловік нагороджено орденами й медалями.
У ІІ половині березня 1943 поблизу Великої Іловиці було організовано штаб УПА. Нині розпочато будівництво храму УПЦ КП. Велика Іловиця була одним із центрів повстанського руху на Волині.
12 червня 2020 року, відповідно до розпорядження Кабінету Міністрів України № 724-р «Про визначення адміністративних центрів та затвердження територій територіальних громад Тернопільської області» увійшло до складу Шумської міської громади.
19 липня 2020 року, в результаті адміністративно-територіальної реформи та ліквідації Шумського району, село увійшло до складу Кременецького району.

## Релігія
- церква Вознесіння Господнього (2006, ПЦУ).

## Населення
Згідно з переписом УРСР 1989 року чисельність наявного населення села становила 352 особи, з яких 158 чоловіків та 194 жінки.
За переписом населення України 2001 року в селі мешкало 375 осіб.

### Мова
Розподіл населення за рідною мовою за даними перепису 2001 року:
| Мова       | Кількість | Відсоток |
| ---------- | --------- | -------- |
| українська | 374       | 99.73%   |
| російська  | 1         | 0.27%    |
| Усього     | 375       | 100%     |

## Пам'ятники
Споруджено пам'ятник полеглим у німецько-радянській війні воїнам-односельцям (1988).

## Соціальна сфера
Діють загальноосвітня школа І-ІІ ступеня, клуб, бібліотека, ФАП, пилорама, кам'яний кар'єр, заклад торгівлі.

## Цікаві факти
Біля гори проходить велосипедний маршрут № 4 «Шляхами південного краю Волині» Національного парку «Кременецькі гори». Протяжність маршруту — 90 км.

## Відомі люди
У селі народився, похований поет, громадсько-політичний діяч Георгій Петрук-Попик (1932—2006). У селі діє літературно-меморіальний музей ім. Георгія Петрука-Попика.

## Галерея

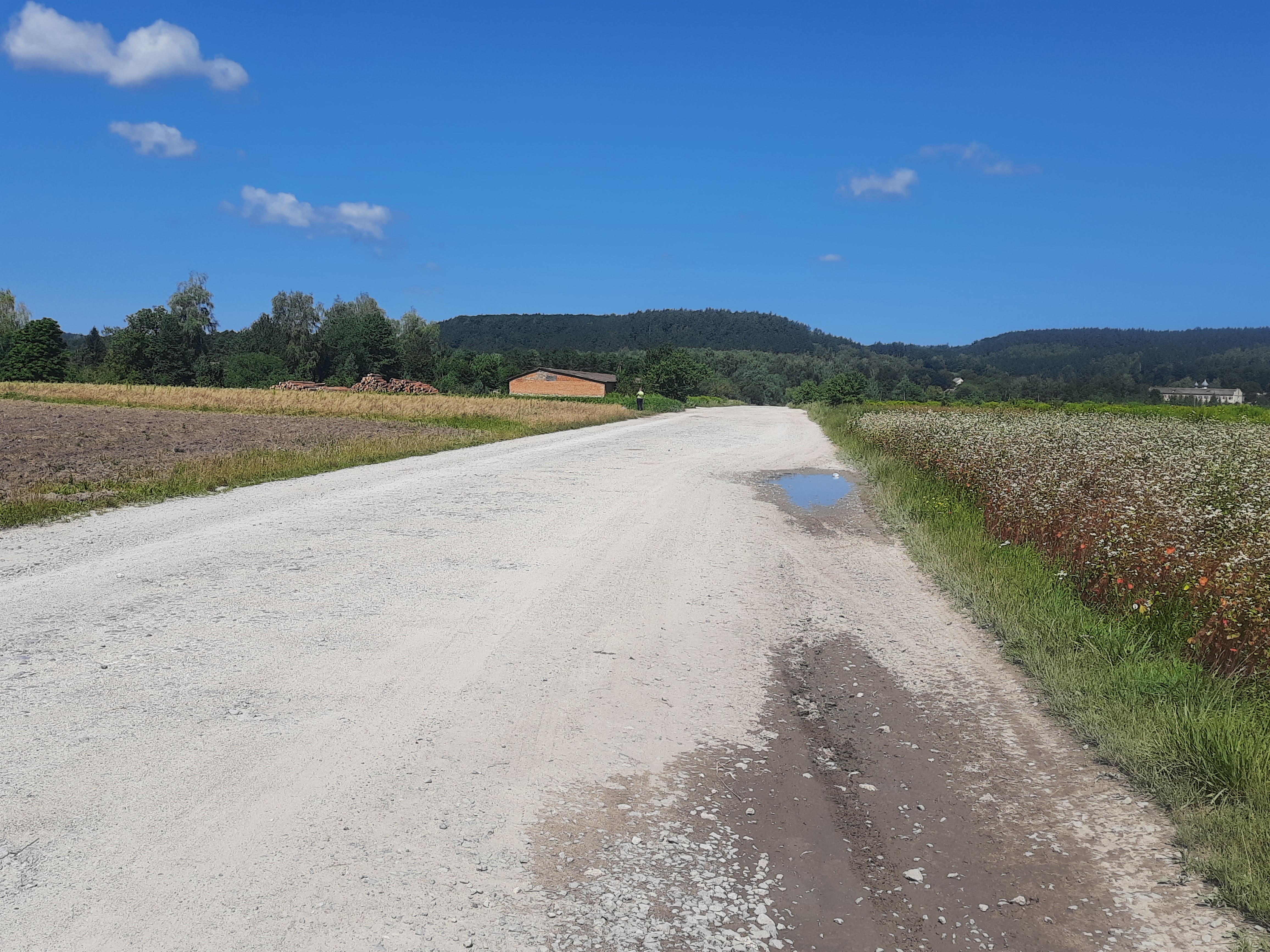
Дорога в село
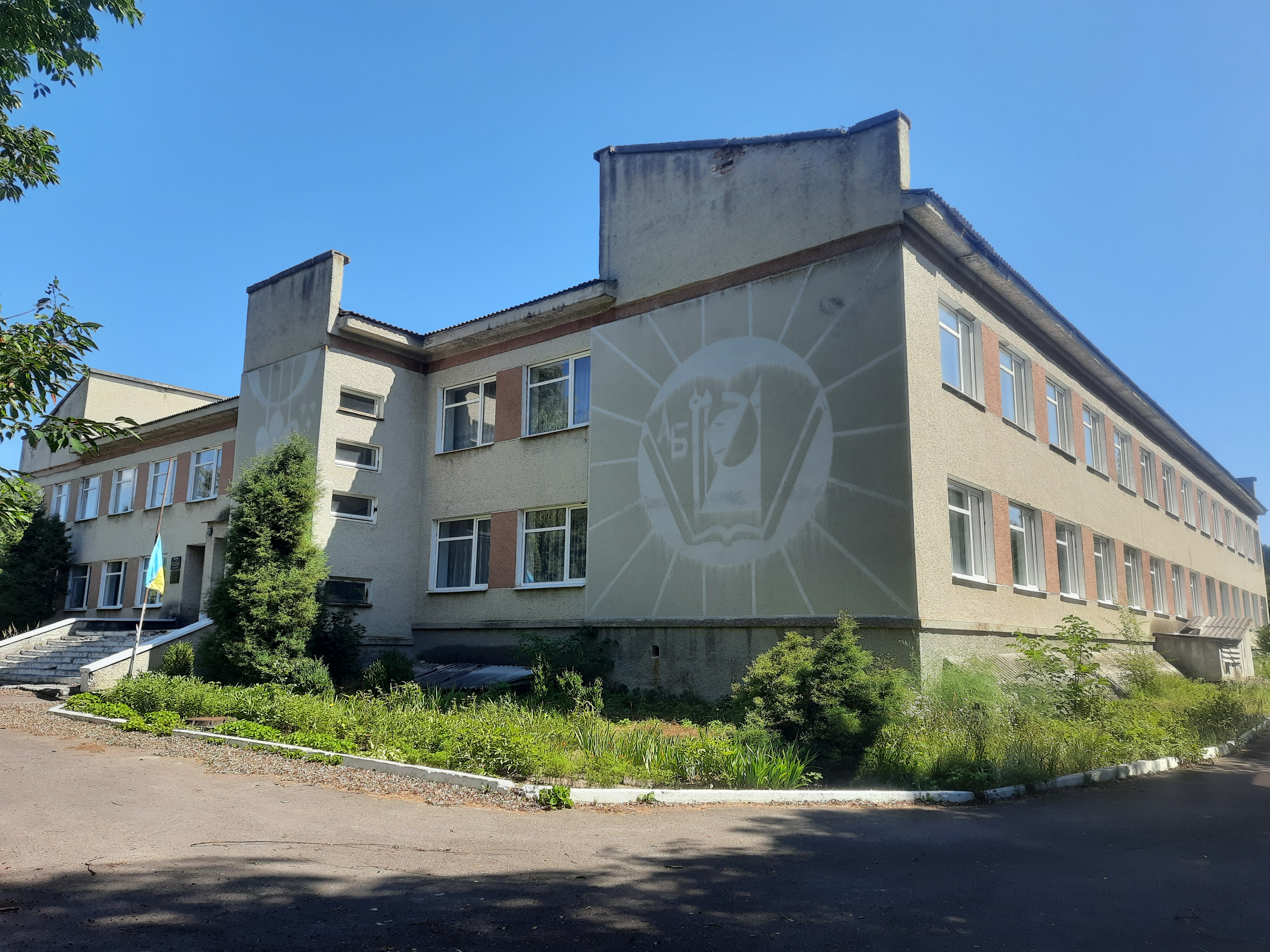
Школа
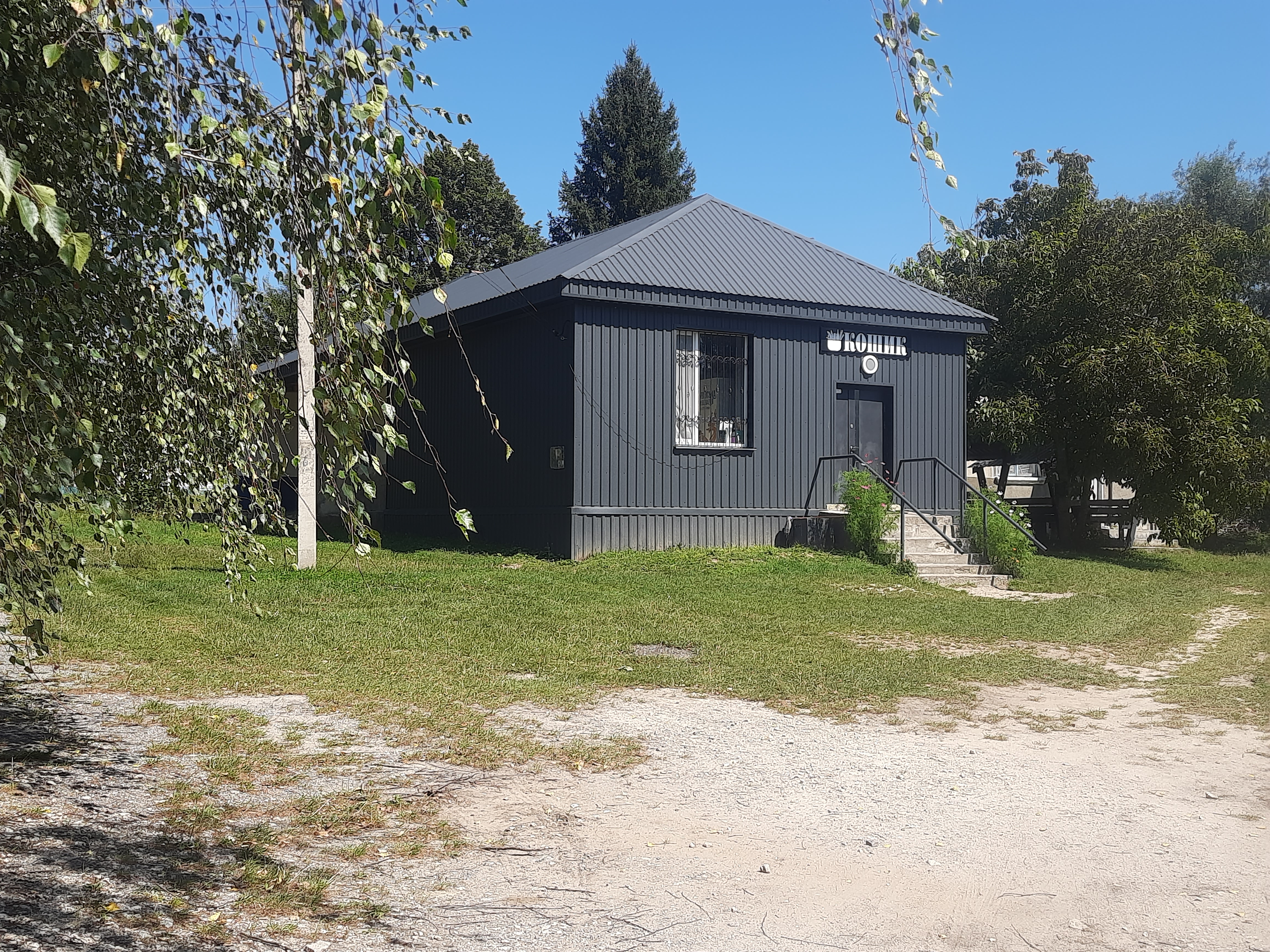
Крамниця
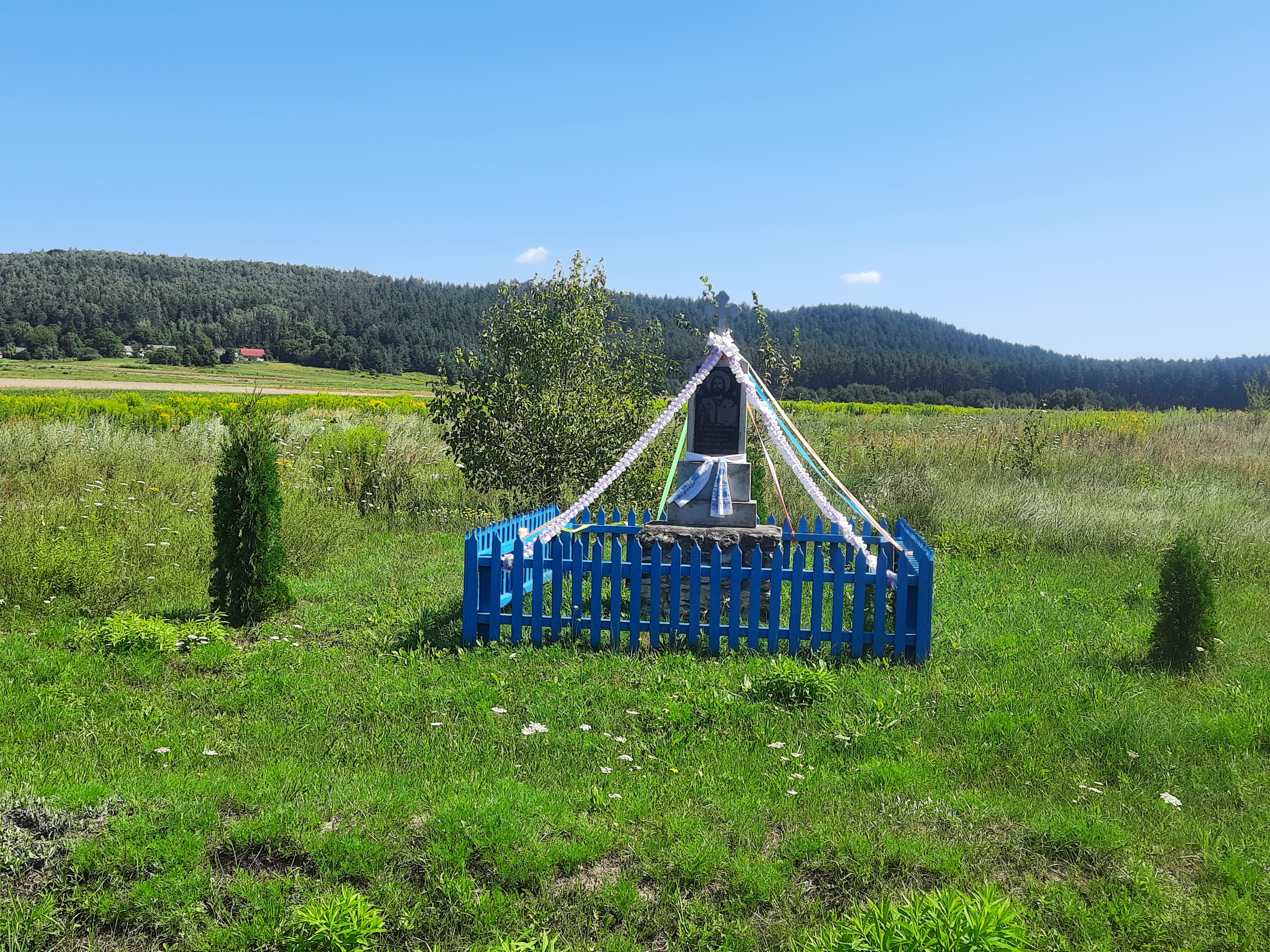
Пам'ятний хрест на околиці села